# Jessheim Station
Jessheim Station (Jessheim stasjon) er en jernbanestation på Hovedbanen i Norge. Stationen ligger i Jessheim 203,8 meter over havet, 44,6 km fra Oslo S. Der er busstoppested og parkeringspladser ved stationen.
Stationen åbnede 1. september 1854 som en del af Hovedbanen, Norges første jernbane der gik mellem Oslo og Eidsvoll. Ved etableringen hed station Trøgstad, men for at undgå forveksling med området Trøgstad i Østfold blev det ændret til Jessum i 1897. Det nye navn blev imidlertid brugt blasfemisk, for eksempel af rekrutter der sagde, at de var kommet til Jessum gennem Bøn (en anden nu nedlagt station på Hovedbanen). De lokale præster klagede over det til biskoppen, som tog det op med herredsstyret i 1900 og foreslog navnet ændret. Som følge heraf blev navnet ændret til Jesseim. I 1920 ændrede NSB det endnu en gang, denne gang til det nuværende Jessheim.
Den første stationsbygning blev tegnet af Heinrich Ernst Schirmer og Wilhelm von Hanno. Den brændte imidlertid 12. juni 1904 efter et indbrud, hvor kassen blev stjålet. Efterfølgende opførtes den nuværende stationsbygning med teglsten i 1908 efter tegninger af Henrik Bull. Oprindeligt havde stationen også et vandtårn til damplokomotiverne. Fra 1902 blev stationen brugt til trykning af "Akershusingen", forgængeren for "Romerikes blad", da avisens grundlægger Martin Julius Halvorsen flyttede ind med sit trykkeri. I nogle år efter 1935 var der en jernbanerestaurant på stationen.
Som følge af besparelser hos NSB blev stationspersonalet erstattet af billetautomater i september 2005. Kort tid efter blev stationsbygningen overtaget af Romerike Opplevelser AS og ombygget til en butik og café. I 2007 blev den ombygget til en indisk restaurant.